# 大平町榎本
大平町榎本（おおひらまちえのもと）は、栃木県栃木市の大字。郵便番号は329-4422。
　

## 地理
栃木市の中部、大平地域水代地区の東部に位置し、東は小山市と接している。中部を東西に栃木県道36号岩舟小山線（旧・国道50号）が通過し、西部を南北に永野川が流れる。主に北部に住宅地が集中しており、南部は田園地帯となっている。
隣接する地名
- 東 - 小山市南小林
- 西 - 大平町西野田、大平町西水代
- 南 - 小山市上泉
- 北 - 大平町真弓

河川
- 永野川

## 歴史
沿革
- 1874年（明治7年）4月 - 東水代（ひがしみずしろ）村が榎本村と改称する。
- 1889年（明治22年）4月1日 - 町村制施行により、栃木県下都賀郡榎本村が新村、西野田村、西水代村、伯仲村と合併し水代村が成立、水代村の大字「榎本」となる。
- 1956年（昭和31年）9月30日 - 水代村が富山村、瑞穂村と合併し大平村が成立、大平村の大字「榎本」となる。
- 1961年（昭和36年）11月3日 - 大平村が町制施行し大平町が成立、大平町の大字「榎本」となる。
- 2010年（平成22年）3月29日 - 大平町が栃木市（旧）、藤岡町、都賀町と合併し栃木市（新）が成立。同時に地域自治区「大平町」が設置され、栃木市大平町の大字「榎本」となる。

## 世帯数と人口
2017年（平成29年）8月31日現在の世帯数と人口は以下の通りである。
| 大字       | 世帯数  | 人口  |
| ---------- | ------- | ----- |
| 大平町榎本 | 258世帯 | 700人 |

## 交通

### 道路
主要地方道
- 栃木県道36号岩舟小山線（旧・国道50号）

## 小・中学校の学区
市立小・中学校に通う場合、学区は以下の通りとなる。
| 番地 | 小学校               | 中学校               |
| ---- | -------------------- | -------------------- |
| 全域 | 栃木市立大平南小学校 | 栃木市立大平南中学校 |

## 施設
- 大中寺